# Traités d'Utrecht
Cet article concerne les traités d'Utrecht de 1713, à ne pas confondre avec l'union d'Utrecht de 1579.
 (décembre 2009).
Si vous disposez d'ouvrages ou d'articles de référence ou si vous connaissez des sites web de qualité traitant du thème abordé ici, merci de compléter l'article en donnant les références utiles à sa vérifiabilité et en les liant à la section « Notes et références ».
Les traités d’Utrecht sont deux traités de paix signés à Utrecht (aux Provinces-Unies) en 1713 à la fin de la guerre de Succession d'Espagne. Le premier est signé le 11 avril entre le royaume de France et le royaume de Grande-Bretagne, le deuxième le 13 juillet entre l'Espagne et la Grande-Bretagne.
La guerre de Succession d'Espagne oppose  de 1700 à 1714 plusieurs puissances européennes, en premier lieu la France de Louis XIV et la maison des Habsbourg d'Autriche, soutenue par une vaste coalition incluant notamment l'Angleterre (Royaume-Uni à partir de 1707) et les Provinces-Unies.
Les traités d'Utrecht officialisent le passage de l'Espagne des Habsbourg aux Bourbons, qui règnent encore sur ce pays de nos jours, mais au prix de pertes territoriales pour l'Espagne, notamment au profit de la maison d'Autriche (Pays-Bas espagnols).

## Contexte

### La guerre de Succession d'Espagne
L'enjeu initial de cette guerre est la succession au trône d'Espagne après la mort sans descendance du dernier représentant de la maison des Habsbourg d'Espagne, Charles II, revendiquée par les Habsbourg d'Autriche et par le roi de France Louis XIV au nom de son petit-fils Philippe de Bourbon, duc d'Anjou.
Louis XIV réussit à placer son petit-fils sur le trône espagnol, mais celui-ci se heurte à l'opposition d'une partie des Espagnols, notamment dans la couronne d'Aragon, et à une vaste coalition formée autour de la maison d'Autriche, puissance dont le chef porte habituellement le titre (électif) d'empereur et détient de nombreux fiefs et États, notamment l'archiduché d'Autriche (qui lui donne son nom), mais aussi le royaume de Bohême, le royaume de Hongrie et le royaume de Croatie.

### De la bataille de Villaviciosa (1710) à la bataille de Denain (1712)
Après des déboires militaire, la France reprend l'initiative stratégique en Espagne en remportant la victoire à Villaviciosa (10 décembre 1710).
Des pourparlers préliminaires s'engagent alors à Londres, qui aboutissent à la décision de réunir une conférence de la paix.
Celle-ci débute en janvier 1712 à Utrecht, mais sans l'empereur dans un premier temps. La victoire française de Denain (24 juillet 1712) permet à la France de renforcer sa position diplomatique.

## Le congrès d'Utrecht

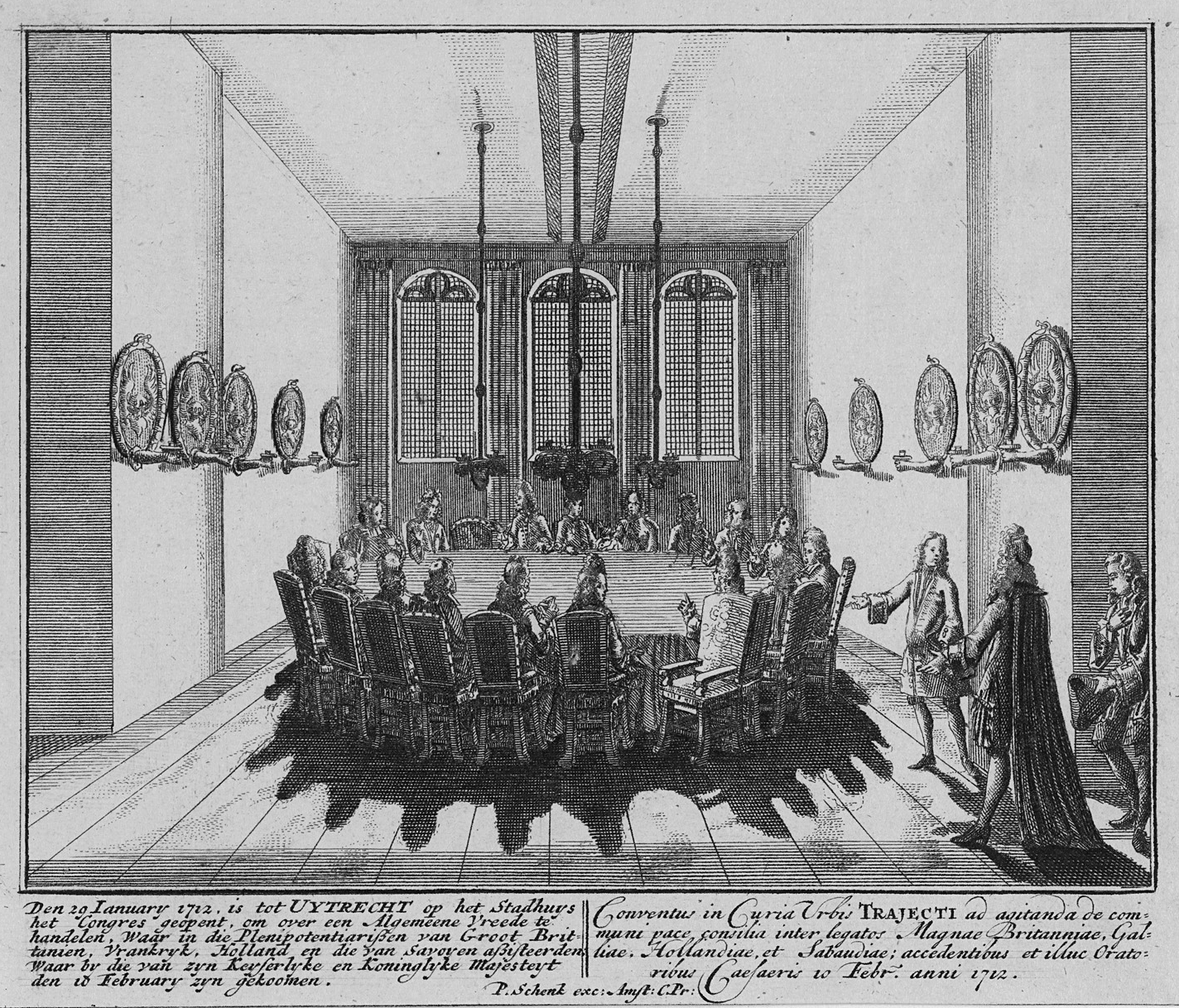
Ouverture du Congrès d'Utrecht, 29 janvier 1712.

### Les négociations
Le congrès débute en janvier 1712 à Utrecht, capitale de la province d'Utrecht, une des sept entités formant la république des Provinces-Unies.

### Signature et ratification des traités
Le traité, le premier rédigé en français depuis Henri II, inaugure la primauté du français comme langue diplomatique, qui durera jusqu'au traité de Versailles en 1919.

## Contenu des traités

Les cessions territoriales à la suite des traités d'Utrecht, de Stockholm, de Nystad et de Passarowitz.

### Dispositions concernant la succession espagnole
Philippe de Bourbon (1683-1746) est reconnu par les signataires comme le roi d'Espagne Philippe V, sous réserve qu'il renonce aux droits qu'il a sur le trône de France en vertu des règles de dévolution de la couronne de France.
En ce qui concerne le trône d'Espagne, renoncent à tous leurs droits (et aux droits de leurs descendants) :
- le duc de Berry, frère de Philippe V,
- le duc d'Anjou, neveu de Philippe V (futur Louis XV)[5],
- les membres de la maison d'Orléans, cousins des Bourbons,
- les membres de la maison de Habsbourg.

Cela signifie qu'il ne peut y avoir d'union des couronnes de France et d'Espagne.

### Dispositions concernant les territoires espagnols
En 1700, le roi Charles II était à la tête  de trois types de territoires : l'Espagne (les couronnes de Castille, d'Aragon et de royaume de Navarre), l'empire colonial espagnol (les vice-royautés de Nouvelle-Espagne et du Pérou) et  les possessions de la maison des Habsbourg d'Espagne en Italie et aux Pays-Bas (Pays-Bas espagnols, royaume de Sicile, royaume de Naples, duché de Milan).
En contrepartie de sa reconnaissance comme roi, Philippe V doit renoncer à toutes les possessions d'Europe hors de la péninsule ibérique : 
- le duché de Milan et le royaume de Sicile (ancienne possession de la maison d'Aragon) sont attribués au duc de Savoie, prince de Piémont ;
- le royaume de Naples (ancienne possession de la couronne d'Aragon) et le royaume de Sardaigne sont attribués au chef de la maison des Habsbourg d'Autriche, c'est-à-dire à l'empereur Charles VI ;
- les Pays-Bas méridionaux, fiefs du Saint-Empire détenus par les Habsbourg d'Espagne en tant que descendants des ducs de Bourgogne (notamment de Charles le Téméraire), reviennent aussi aux Habsbourg d'Autriche.

En 1720, le duc de Savoie échangera le royaume de Sicile contre son royaume de Sardaigne, initiant un État dynastique, le royaume de Sardaigne incluant la Savoie et le Piémont, qui va durer jusqu'à l'unification de l'Italie en 1861.
En Espagne même, Philippe V doit renoncer à Gibraltar et à l'île de Minorque, attribuées à la Grande-Bretagne qui les occupe depuis quelques années. Le Royaume-Uni détient toujours Gibraltar de nos jours.
En ce qui concerne l'empire colonial, l'Espagne doit reconnaître la souveraineté portugaise sur le fleuve Amazone, situé à l'ouest du méridien du traité de Tordesillas (46° 37') et restituer au Portugal l'établissement de Colonia do Sacramento, établi au nord du Río de la Plata, face à Buenos Aires.
Le règne ultérieur de Philippe V (jusqu'en 1746) est cependant marqué par un redressement du pouvoir royal, avec la reprise de Barcelone et le début d'une certaine centralisation (au détriment des institutions catalanes, aragonaises et valenciennes). Aidé de conseillers français, puis italiens, Philippe V rétablit la situation diplomatique de l'Espagne : il obtient la rétrocession par les Habsbourg, en 1738 du royaume de Naples et du royaume de Sicile, et en 1745 du duché de Parme et Plaisance.
Les conditions du traité sont sévères pour l'Espagne, qui perd de nombreux territoires importants ou stratégiques au profit des vainqueurs (Angleterre et Autriche notamment)

### Dispositions concernant la France
L'un des objectifs de la fin du règne de Louis XIV, le rapprochement des couronnes espagnole et française, est fortement réduit : il n'y aura jamais de possibilité de monarchie commune aux deux pays (néanmoins le traité du 15 août 1761 dit « Pacte de Famille » viendra ultérieurement réaffirmer l’alliance entre la France et l’Espagne). La France se voit néanmoins confirmer toutes ses conquêtes antérieures à la Guerre de Succession d'Espagne et demeure en 1715 la première puissance démographique et militaire d'Europe. La France échappe largement aux conséquences de la guerre, sur le plan territorial, mais voit l'expansion initiée par Louis XIV prendre fin. 
Les gains territoriaux après 12 ans de guerre épuisante apparaissent minimes et les pertes concernent les colonies américaines. Les pertes les plus importantes (Pays Bas, Italie)  ou stratégiques (Gibraltar, Minorque) seront supportées par l'Espagne. 
Globalement cette guerre longue et couteuse, a été une mauvaise affaire pour le France qui aurait pu obtenir un meilleur arrangement territorial en renonçant à la couronne d'Espagne. 
En 1700 les alliés étaient près à céder plusieurs territoires à la France en échange du renoncement à la couronne espagnole : cession au Dauphin de France, des Deux-Siciles, des Présides de Toscane et les îles avoisinantes, le Guipuscoa, et le duché de Lorraine (dont le souverain devait être dédommagé par la cession de celui de Milan).
Le choix de la France de soutenir la succession espagnole au profit d’un prince français pourrait donc être considéré comme une erreur de Louis XIV. Mais ce conflit a permis à Louis XIV de rompre l’encerclement stratégique de la France par les possessions Habsbourg depuis le début du XVIe siècle. En outre, il plaçait un prince français à la tête d’une Espagne autrefois ennemie séculaire. Le traité du 15 août 1761 dit « Pacte de Famille » viendra confirmer cette alliance des deux États. 

#### Restitution des territoires occupés
Les Alliés restituent à la France certains territoires occupés depuis 1708, comme la ville et la citadelle de Lille et le nord de l'Artois.
La France restitue les territoires occupés sur la rive droite du Rhin : (Brisach, Fribourg-en-Brisgau, et Kehl).
Sur la frontière du nord, les villes de Tournai, Menin, Furnes et Ypres reviennent aux Pays-Bas autrichiens.
L'armée française quitte aussi le duché de Savoie, occupé depuis le début de la guerre.

#### Acquisition de la principauté d'Orange
En contrepartie, Louis XIV obtient la principauté d'Orange, jusque là fief du Saint-Empire, possession de la maison de Nassau de 1543 (Guillaume le Taciturne, 1532-1584) à 1702 (Guillaume III, stathouder de Hollande, Zélande, Utrecht, Drenthe et Overijssel, devenu roi d'Angleterre en 1688). Avec la mort de Guillaume, la branche hollandaise de Nassau s'éteint. La principauté passe par testament à Jean-Guillaume-Friso de Nassau, de la branche allemande, par la suite stathouder de Frise et de Groningue, mais elle est aussi revendiquée par le roi de Prusse, Frédéric Ier.
Le traité d'Utrecht cède la principauté à Louis XIV.

#### Territoire du Dauphiné
Dans le Dauphiné, la vallée de l'Ubaye est rattachée à la France en échange de la haute vallée de Suse (territoire relevant du Dauphiné), cédé au duc de Savoie. Cela ramène la frontière du royaume sur la ligne de partage des eaux (col du Montgenèvre, Mont-Viso) plus aisée à défendre, et dont la zone a déjà commencé à être fortifiée suivant les plans de Vauban (verrous de Briançon et de Mont-Dauphin).
Pour les populations du Briançonnais, qui avaient acheté au dernier dauphin, Humbert II, certains privilèges (grande charte des droits du Briançonnais de 1343) au moment de la cession du Dauphiné au royaume de France, et établi un système de gestion communautaire (les Escartons), il s'agit d'un traumatisme avec l'amputation de trois des cinq escartons : Oulx, Val Cluson-Pragela et Châteaudauphin (Casteldelfino). La France perd ainsi la forteresse de Pignerol (Pinerolo), gardienne de la frontière depuis 1631.
Briançon devient alors pour plus de deux siècles ville de garnison, gardienne de la frontière avec le Piémont.

#### Relations avec le Royaume-Uni
La France renonce à soutenir les Stuart en Grande-Bretagne.
Elle est aussi tenue de détruire les fortifications de Dunkerque et de bloquer le port pour des opérations de course maritime.

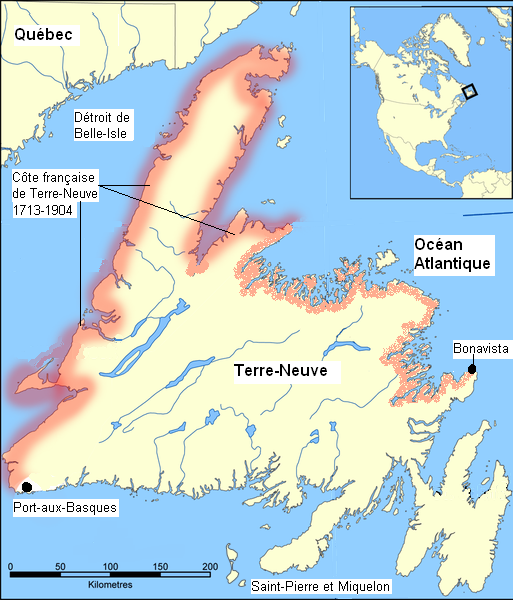
Carte de la côte française de Terre-Neuve.

#### Empire colonial français: progrès du Royaume-Uni
L'Acadie française est cédée à la Grande-Bretagne, sauf l'île du Cap-Breton et l'île-du-Prince-Édouard.
L'article XV du traité d'Utrecht permet aux Britanniques d'obtenir le protectorat sur le territoire iroquois qui recoupe celui de la vallée de l'Ohio.
Louis XIV confirme la possession de Terre-Neuve et de la baie d'Hudson aux Britanniques. L'établissement de Plaisance est abandonné. Mais la France obtient un droit exclusif de pêche sur une partie importante du littoral de l'île de Terre-Neuve, appelé « côte française de Terre-Neuve » (French Shore) (ce droit exclusif sera abandonné en 1904).
Aux Antilles, l'île Saint-Christophe est cédée aux Britanniques.
En Guyane, le traité d'Utrecht fait de l'Oyapock la frontière avec la colonie portugaise du Brésil.

### Redressement éphémère de l'Autriche
L'Autriche remplace l'Espagne en Italie, où elle reprend une partie du Milanais, Mantoue, Naples et la Sardaigne, qu'elle échangera en 1719 contre la Sicile avec la Savoie. Elle obtient également les Pays-Bas du Sud (Belgique et Luxembourg actuels).
Toutefois, ce redressement est éphémère. Territorialement, dès 1730 et 1738, les Habsbourg devront rétrocéder Naples et la Sicile aux Bourbons d'Espagne. Les cessions iront à une branche cadette de la nouvelle dynastie des Bourbons d'Espagne, sans être rendues à l'Espagne. La sortie d'Italie de l'Espagne est définitive. L’Autriche la remplacera en Italie du Nord jusqu'à la réunification italienne.
Militairement, la puissance Habsbourg reste surclassée par l'armée française, comme l'ont montré les campagnes de l'armée française en Allemagne, en 1712 et 1713. Par ailleurs, les Habsbourg doivent renoncer à la couronne d'Espagne, qui appartenait à leur dynastie depuis Charles Quint, et ils doivent reconnaître comme définitives toutes les conquêtes antérieures de Louis XIV.

### Déclin des Provinces-Unies
Bien que victorieuses, les Provinces-Unies ne retirent presque rien de la guerre. L'influence néerlandaise est marginale durant la négociation du traité, même si elle s'est tenue à Utrecht. L’isolement diplomatique des Provinces-Unies est relevé par le négociateur français Melchior de Polignac lorsqu'il nargue ses vis-à-vis néerlandais de cette boutade : « de vous, chez vous, sans vous ». Après soixante années de guerres ruineuses, les Provinces-Unies croulent sous les dettes, ce qui amorce un déclin financier, commercial et démographique qui profite à la France mais surtout à la Grande-Bretagne.
Cependant, les Provinces-Unies obtiennent d'occuper huit places fortes qui constituent une barrière contre la France : Furnes, Ypres, Menin, Tournai, Mons, Charleroi, Namur et Gand. Les conditions en sont réglées après la mort de Louis XIV au traité de la Barrière, signé avec l'Autriche le 15 novembre 1715 à Anvers. L'entretien de ces places sera fort coûteux pour les finances néerlandaises.

### Ascension de la Grande-Bretagne
Territorialement, la Grande-Bretagne se voit confirmer la possession de Terre-Neuve et de la Baie d'Hudson. La France cède l'Acadie et Saint-Christophe aux Antilles. Les colons français d'Acadie auront un an pour quitter leurs terres, mais ils décident pour la plupart de rester. De 1755 à 1763, ils en seront massivement chassés par le « grand dérangement ».
La Grande-Bretagne acquiert une relative prédominance sur les mers qui bordent l'archipel britannique (mer du Nord, Manche), aux dépens des Provinces-Unies. La prédominance maritime est encore renforcée en Méditerranée par les bases de Gibraltar et de Minorque, prises au nom du roi d'Espagne (Charles III de Habsbourg) en 1704.
L'article XV du traité met les Iroquois sous le protectorat de la couronne britannique. La Grande-Bretagne obtient également le monopole de l'asiento (traite des esclaves dans les colonies espagnoles) pour trente ans.
Cette prédominance sur les espaces maritimes et en Amérique sera l'un des facteurs qui permettront au Royaume-Uni de remporter la guerre de Sept Ans (1756-1763), mais en 1715, rien n'est encore joué dans la compétition qui l'oppose à la France.

### Savoie, Italie et Allemagne
Les deux régions restent divisées, mais les puissances qui les unifieront au XIXe siècle émergent : la Prusse et la Savoie.
La maison de Savoie retrouve son territoire homonyme, qui a été occupé par la France depuis le début de la guerre. Elle obtient également la prospère Sicile, qui avait été échangée en 1718 par le traité de Londres avec la maison d'Autriche contre la Sardaigne, érigée en royaume. Cet échange est effectif en 1720, à l'issue de la guerre de la Quadruple-Alliance.
Enfin, elle échange Barcelonnette contre Fenestrelle et le val de Suse (Exilles, Bardonnèche, Oulx et Châteaudauphin) avec la France.
L'électeur de Brandebourg, Frédéric Ier Hohenzollern, obtient le titre de roi en Prusse, la Haute-Gueldre et Neuchâtel, mais il cède ses droits sur Orange à Louis XIV.

## Clauses controversées
La clause de renonciation des droits à la couronne de Philippe V a été reniée le 9 novembre 1728 par lui au Parlement de Paris : « mon intention, Messieurs, est de vous manifester que si, ce qu'à Dieu ne plaise, le Roi Louis XV, mon très cher frère et neveu, venait à décéder sans laisser de successeur issu de lui, je prétends jouir du droit que ma naissance me donne de lui succéder à la Couronne de France à laquelle je n'ai jamais pu valablement renoncer... Dès que j'apprendrai la mort du Roi de France... je partirai pour venir prendre possession du trône des rois, mes pères ».
Plus largement la clause de renonciation des droits à la couronne d’Espagne des Orléans furent aux cœurs de nombreux problèmes géopolitiques lorsqu’en 1847, le roi Louis-Philippe Ier des Français (un Orléans) fit épouser à son fils cadet, le duc de Montpensier, l’infante Louise-Fernande d’Espagne, sœur unique et héritière présomptive de la reine Isabelle II. Cette union à laquelle la Grande-Bretagne était opposée vient rompre le traité.

## Traités annexes
Outre le traité de la Barrière, qui le précède de quelques mois, le traité d'Utrecht est complété l'année suivante par le traité de Rastatt. Signé le 6 mars 1714 par le maréchal de Villars et le prince Eugène, qui représente l'empereur, le traité en précise les modalités d'application pour ce qui concerne la France et l'Empire.
Le traité de Baden du 7 septembre 1714 en étend les clauses à toutes les principautés allemandes.